# Jörg Bofinger (Archäologe)
Jörg Bofinger (* 24. Dezember 1967 in Stuttgart-Bad Cannstatt) ist deutscher Prähistorischer Archäologe und Denkmalpfleger. Verdient machte er sich um den keltischen Fürstensitz Heuneburg im Landkreis Sigmaringen.

## Leben
Jörg Bofinger wuchs in Stuttgart-Luginsland auf und besuchte nach der Grundschule das Wirtemberg-Gymnasium in Stuttgart-Untertürkheim. Im Mai 1987 schloss er es mit Abitur ab. Seinen Wehrdienst leistet er zwischen Juli 1987 und Oktober 1988 in Mengen und Klosterlechfeld ab.
Bofinger begann zum Wintersemester 1988/89 ein Studium der Vor- und Frühgeschichte als Hauptfach, Klassische Archäologie, Urgeschichte, Anthropologie und Geologie an der Universität Tübingen. Im Wintersemester 1991/92 und Sommersemester 1992 absolvierte er ein Auslandssemester an der Université de Provence in Aix-en-Provence, gefördert durch ein Erasmus-Stipendium der Europäischen Union. Im selben Zeitraum kommt es zur Mitarbeit bei Ausgrabungen und Prospektionsprojekten. Im September 1994 schloss er sein Hauptstudium in den Fächern Vor- und Frühgeschichte, Klassische Archäologie und Geologie mit dem Magister Artium ab. Seine Magisterarbeit mit dem Thema „Mittelneolithische Siedlungsreste von Rottenburg a. N. - ‘Lindele’. Die Grabungen 1984 bis 1989“ wurde durch Franz Fischer und Hartmann Reim betreut. Ab 1996 promovierte er am Institut für Ur- und Frühgeschichte der Eberhard-Karls-Universität Tübingen. Seine Dissertation zur Erlangung eines Doktorgrades befasste sich mit den „Untersuchungen zur neolithischen Besiedlungsgeschichte des Oberen Gäus“. Seine Betreuer waren Manfred Eggert und Hartmann Reim. Die Arbeit, die er mit magna cum laude abschloss, wurde zwischen Oktober 1998 und Mai 2000 durch ein Stipendium der Landesgraduierten-Förderung unterstützt.
Nach seiner Promotion und deren Verteidigung im Dezember 2000 war er von Februar bis Juli 2001 am Landratsamt Sigmaringen beschäftigt. Dieses sechsmonatige Engagement befasste sich mit LEADER II-Förderungen.
- Ab September 1994: Mitarbeit und Leitung bei zahlreichen Grabungsprojekten im Land Baden-Württemberg und in Südfrankreich. Tutorienverträge am Institut für Ur- und Frühgeschichte der Universität als Betreuer für EDV-Fragen am Institut und Betreuung von Lehrveranstaltungen.
- Februar – Juli 2001: Organisation des internationalen Kongresses „Kultur und Tourismus in ländlichen Räumen Europas“. In Zusammenarbeit mit dem Leader‑II-Projekt (Aktionsgruppe Oberschwaben), dem Landratsamt Sigmaringen und der Landesanstalt Entwicklung ländlicher Raum, Schwäbisch Gmünd.
- August 2001 – Juli 2003: Wissenschaftliches Volontariat bei der archäologischen Denkmalpflege des Landesdenkmalamtes Baden-Württemberg
- Juli 2003 – März 2004: Zeitvertrag beim Landesdenkmalamt zur Durchführung verschiedener wissenschaftlicher Projekte (Ausstellungen, Publikationsvorhaben und Vorbereitung der Forschungen im Schwerpunktprogramm der DFG zu den frühkeltischen Fürstensitzen, speziell Heuneburg-Projekt).
- April 2004 – März 2006: Wissenschaftlicher Grabungsleiter der Grabungen im Bereich der Vorburg der Heuneburg im Rahmen des DFG-Schwerpunktprogramms SPP 1171 „Zentralisation und Urbanisation“ (Durchführung des Projektes: Regierungspräsidium Stuttgart, Landesamt für Denkmalpflege Baden-Württemberg).

Ab April 2006 war er Wissenschaftlicher Referent für Schwerpunktgrabungen und lineare Projekte am im Landesamt für Denkmalpflege im Regierungspräsidium Stuttgart Ref. 115 und seit Juli 2008 Leiter des Fachgebiets Lineare Projekte, digitale Grabungstechnik und Grabungstechniker-Fortbildung, Ref. 115. Im Januar 2009 übernahm er als Landeskonservator die Leitung des Referats Archäologische Denkmalpflege: Zentrale Fachdienste und Restaurierungswerkstatt, seit 2024 Archäologische Denkmalpflege: Prähistorische Archäologie.
Bofinger ist verheiratet und wohnt in Esslingen am Neckar.

## Betreuung und Leitung archäologischer Ausgrabungen (Auswahl)
Die Betreuung und wissenschaftliche Leitung archäologischer Ausgrabungen erfolgten als DFG-Projektmitarbeiter und Referent am Landesamt für Denkmalpflege Baden-Württemberg:
- 1992–1995: Kelto-ligurische Höhensiedlung „Oppidum de Bramefan“ bei Puyloubier, Dép. Bouches-du-Rhône, F.
- August 1998: Bronzezeitlicher Grabhügel „Untere Gemeinmark“, Langenenslingen-Ittenhausen, Kr. Biberach (Leitung).
- April 2004 – April 2005: Eisenzeitliche Siedlung und Befestigungsanlagen im Bereich der Heuneburg-Vorburg, Herbertingen-Hundersingen, Kr. Sigmaringen (Wissenschaftliche Leitung).
- Seit 2006:
  - Oktober 2006 – Juli 2008: Pattonville, 15 ha  Neubaugebiet (keltische Siedlung, römische Produktionsstätten, alamannischer Friedhof).
  - Archäologische Begleitung Pipeline-Bau „Gasversorgung Heckengäu“.
  - Archäologische  Begleitung Pipeline-Bau „NATO-Pipeline“ im Ostalbkreis und Kreis Heidenheim.
  - Archäologische Begleitung Pipeline-Bau „EPS-Pipeline“ im Kreis Karlsruhe und  Ostalbkreis.
  - Vorbereitung Archäologische  Begleitung Pipeline-Bau „SEL-Pipeline“

## Betreuung und Leitung diverser Projekte (Auswahl)
- 2001:
  - Organisation des internationalen Kongresses „Kultur und Tourismus in ländlichen Räumen Europas“. In Zusammenarbeit mit dem Leader‑II-Projekt (Aktionsgruppe Oberschwaben) der EU, dem Landratsamt Sigmaringen und der Landesanstalt Entwicklung ländlicher Raum, Schwäbisch Gmünd.
  - Betreuung und Mitorganisation der Jahrestagung der European Association of Archaeologists (EAA) in Esslingen
- 2003: Ausstellung „Entdeckungen 2003 – Höhepunkte der Landesarchäologie“. Sonderausstellung im Alten Rathaus der Stadt Esslingen (Sept. – Nov. 2003), im Archäologischen Landesmuseum Baden-Württemberg Konstanz (Dez. 2003 – April 2004) und in der Landesvertretung des Landes Baden-Württemberg in Berlin (Mai – Juni 2004): Tafelkonzeption und -gestaltung. Vitrinengestaltung. Wissenschaftliche Leitung und Betreuung. Organisation und Durchführung.
- 2006/2007: Betreuung und Mitorganisation des EU-Projektes „European Landscapes – Past – Present – Future“. Förderprogramm der Luftbildarchäologie in Europa im Rahmen des EU-Culture 2000 Programms.

## Mitgliedschaften und Funktionen (Auswahl)
Seit 2003 ist Bofinger wissenschaftlicher Beirat der Gesellschaft für Archäologie in Baden-Württemberg und seit 2005 Beiratsmitglied im Sülchgauer Altertumsvereins in Rottenburg am Neckar. Zudem ist er seit Mai 2009 Mitglied des Verbandes der Landesarchäologen, sowie seit 2009 korrespondierendes Mitglied des Deutschen Archäologischen Instituts (DAI). Bofinger gehört ebenfalls dem Stiftungsrat der Förderstiftung Archäologie in Baden-Württemberg an.

## Publikationen
Monographien:
- mit Petra Schweizer und Michael Strobel: Das Oppidum von Bramefan. Untersuchungen zur Eisenzeit in der Provence (= Tübinger Schriften zur ur- und frühgeschichtlichen Archäologie. 5). Waxmann, Münster u. a. 2000, ISBN 3-89325-986-4.
- Untersuchungen zur neolithischen Besiedlungsgeschichte des Oberen Gäus (= Materialhefte Archäologie in Baden-Württemberg. 68). Theiss, Stuttgart 2005, ISBN 3-8062-1742-4 (Zugleich: Tübingen, Universität, Dissertation, 2000).
- mit Jörg Drauschke und Sunhild Kleingärtner: Die Keltenfürsten. Glanz und Gloria (= Porträt Archäologie. 2). Gesellschaft für Vor- und Frühgeschichte in Württemberg und Hohenzollern, Esslingen 2006, ISBN 3-9808926-2-X.
- Flugzeug, Laser, Sonde, Spaten – Fernerkundung und archäologische Feldforschung am Beispiel der frühkeltischen Fürstensitze. = Aircraft, Laser, Sensor, Spade – Remote Sensing and Archaeological Fieldwork Using the Example of Early Celtic Princely Seats. Landesamt für Denkmalpflege, Esslingen 2007, (Digitalisat (PDF; 5,77 MB)).

Aufsätze (Auswahl):
- mit Petra Schweizer und Michael Strobel: Das Oppidum Bramefan (com. Puyloubier, dép. Bouches-du-Rhône) und die südfranzösische Eisenzeit. Ein Beitrag zum Stand der Forschung. In: Thomas Stöllner (Hrsg.): Europa Celtica. Untersuchungen zur Hallstatt- und Latènekultur (= Veröffentlichung des Vorgeschichtlichen Seminars Marburg. Sonderbd. 10 (recte 12)). Leidorf, Espelkamp 1996, ISBN 3-89646-101-X, S. 56–84.
- Die mittelneolithischen Siedlungsreste von Rottenburg a. N., Kr. Tübingen, „Lindele“-Bereich der Wüstung Sülchen: Die Grabungen 1984–1990. In: Fundberichte aus Baden-Württemberg. Bd. 21, 1997, ISSN 0071-9897, S. 13–105.
- mit Thomas Hoppe und Jürgen Hald: Ein Bestattungsplatz der mittleren Bronzezeit bei Langenenslingen-Ittenhausen, Kr. Biberach. In: Fundberichte aus Baden-Württemberg. Bd. 25, 2001, S. 295–327.
- Zwischen Bandkeramik und Glockenbecherkultur – Neue Untersuchungen zur jungsteinzeitlichen Besiedlung in Rottenburg a. N. und im Oberen Gäu. In: Der Sülchgau. 42/43, 1998/1999, ISSN 0940-4325, S. 9–40.
- Kelten – Skythen – Griechen. Zu den dreiflügeligen Pfeilspitzen von der Heuneburg an der Oberen Donau. In: Hans-Peter Wotzka (Hrsg.): Grundlegungen. Beiträge zur europäischen und afrikanischen Archäologie für Manfred K. H. Eggert. Francke, Tübingen 2006, ISBN 3-7720-8187-8, S. 551–562.
- mit Siegfried Kurz und Sascha Schmidt: Ancient Maps – modern data sets: different investigative techniques in the landscape of the Early Iron Age princely hill fort Heuneburg, Baden-Wurttemberg. In: Stefano Campana, Maurizio Forte (Hrsg.): From Space to Place. 2nd International Conference on Remote Sensing in Archaeology. Proceedings of the 2nd International Workshop, CNR, Rome, Italy, December 4–7, 2006 (= BAR. International Series. 1568). Tempus Reparatum, Oxford 2006, ISBN 1-84171-998-6, S. 87–92.
- mit Anita Goldner-Bofinger: Terrassen und Gräben – Siedlungsstrukturen und Befestigungssysteme der Heuneburg–Vorburg. In: Dirk Krausse (Hrsg.): Frühe Zentralisierungs- und Urbanisierungsprozesse. Zur Genese und Entwicklung frühkeltischer Fürstensitze und ihres territorialen Umlandes. Kolloquium des DFG-Schwerpunktprogramms 1171 in Blaubeuren, 9.–11.Oktober 2006 (= Forschungen und Berichte zur Vor- und Frühgeschichte in Baden-Württemberg. 101). Theiss, Stuttgart 2008, ISBN 978-3-8062-2208-1, S. 209–227.
- mit Przemyslaw Sikora: Reihenweise ausgeraubt: Beobachtungen zum Grabraub im frühen Mittelalter. In: Frank Brunecker (Hrsg.): Raubgräber – Schatzgräber. Theiss, Stuttgart 2008, ISBN 978-3-8062-2238-8, S. 48–59, (Ausstellungskatalog, Museum Biberach).
- mit Sabine Hagmann: Der frühkeltische Fürstensitz Heuneburg – Archäologisches Denkmal und Freilichtmuseum zwischen Tourismus und aktuellen Forschungsansätzen. In: Irena Benková, Vincent Guichard (Hrsg.): Gestion et présentation des oppida. Un panorama européen. Actes de la table ronde organisée par l'ÚAPPSC (Institut du Patrimoine Archéologique de Bohême Centrale). Beroun, République tchèque, le 26 septembre 2007. = Management and presentation of oppida. A European overview (= Bibracte. 15). Bibracte u. a., Glux-en-Glenne 2008, ISBN 978-2-909668-59-8, S. 33–44.
- mit Christian Bollacher: Seltene Grabfunde auf der Trasse der NATO-Pipeline in Baden-Württemberg. Vorbericht zu den Ausgrabungen im Ostalbkreis und im Kreis Heidenheim. In: Jörg Biel, Jörg Heiligmann, Dirk Krausse (Hrsg.): Landesarchäologie. Festschrift für Dieter Planck zum 65. Geburtstag (= Forschungen und Berichte zur Vor- und Frühgeschichte in Baden-Württemberg. 100). Theiss, Stuttgart 2009, ISBN 978-3-8062-2331-6, S.  107–130.